# 程家山镇
程家山镇，原为程家山乡，是中华人民共和国山西省长治市黎城县下辖的一个乡镇级行政单位。

## 地名来历
清光绪六年《黎城县续志》载：“程家山”。始为程姓首居，后焦、刘两姓迁至，因程姓居多，且地处山坡，故名程家山。因镇政府设在程家山村，故得名程家山镇。

## 历史沿革
清康熙五年（1666）至光绪九年（1883）全县划设4乡，境内属漳源乡管辖。1935年，全县划为三个区，境内属一区管辖。1937年11月，黎城县成立抗日民主政府，境内各村为县抗日民主政府所属。1953年6月，区下设乡，全县划分为6个区76个乡，境内设路堡、凤子驼、北流、范家庄、程家山、暴家脚6个乡辖12个行政村，隶属二区所辖。1954年10月，全县撤区并乡。境内设程家山、路堡两个乡。1958年8月，程家山、路堡、岩井三个乡组成程家山飞跃人民公社。1961年分设，1984年5月建乡时，更名为程家山乡。2001年，全县撤乡并镇，程家山乡保持不变。
2019年6月24日，蝉黄村撤销，并入到风子驼村；石机村和寨脑村撤销，并入到暴家脚村。
2019年12月18日，八辿村撤销，并入到程家山村；高家脚村撤销，并入到段家庄村。
2021年4月1日，撤乡设镇。将黎侯镇的岩井、东下庄、宋家庄、岩南4个村委会和董北村委会的大八山自然村划归程家山镇管辖，八辿自然村从程家山村划出，大八山自然村与八辿自然村合并复设八辿村。

## 行政区划
截至2021年，程家山镇下辖15个村：
东下庄村、程家山村、张家山村、岩井村、范家庄村、隆旺村、路堡村、北流村、南堡村、风子驼村、宋家庄村、段家庄村、岩南村、暴家脚村和八辿村。

## 文物保护单位
| 名称               | 编号               | 分类               | 时代               | 所在县区           | 地址               | 公布时间           | 图片               |
| 山西省文物保护单位 | 山西省文物保护单位 | 山西省文物保护单位 | 山西省文物保护单位 | 山西省文物保护单位 | 山西省文物保护单位 | 山西省文物保护单位 | 山西省文物保护单位 |
| ------------------ | ------------------ | ------------------ | ------------------ | ------------------ | ------------------ | ------------------ | ------------------ |
| 路堡龙王庙         | 5-92               | 古建筑             | 元、明、清         | 黎城县             | 程家山乡路堡村     | 2016年6月6日       |                    |
| 北流龙王庙         | 6-179              | 古建筑             | 明、清             | 黎城县             | 程家山乡北流村     | 2021年8月4日       |                    |